# Dariusz Kołodziejczyk (polityk)
Dariusz Kołodziejczyk (ur. 13 listopada 1967 w Częstochowie) – polski filolog i polityk, poseł na Sejm RP I kadencji.

## Życiorys
Ukończył studia na Wydziale Filologii Polskiej Akademii im. Jana Długosza w Częstochowie w 1991. W tym samym roku uzyskał mandat posła na Sejm I kadencji. Został wybrany w okręgu częstochowskim z listy Kongresu Liberalno-Demokratycznego. Zasiadał w Komisji Sprawiedliwości i Komisji Ustawodawczej.
Prowadzi firmę FHU Trans-Kredyt w Częstochowie.